# Nagy Sándor (plébános)
Nagy Sándor, Nagy Sándor Ferenc (Ják, 1809. október 4.  – Törökkoppány, 1883. december 14.) római katolikus plébános, karádi egyházkerületi esperes. 

## Élete
Nagy József és Bertha Zsófia fiaként született, 1809. október 5-én keresztelték. Pappá szentelték 1832. október 15-én. Segédlelkész volt Iszkázon 1832-től 1835-ig, majd Attalán 1835-től 1841-ig. Ezután adminisztrátor, majd plébános Szentkirályszabadján 1845-ig, majd Öreglakon 1850-ig. Innét Törökkoppányba helyezték át, ahol 34 éven át szolgált, 1850-52-ben mint adminisztrátor, 1852-től haláláig mint plébános. 1872-ben alesperes lett, mely hivataláról 1878-ban lemondott. Halálát tüdővész okozta.

## Írásai
Cikkei a Religióban (1859. Még valami a plébánia földekről, VI. és VII. Pius pápák, egyháztörténeti dolgozat Wetzer és Welte nyomán, Jelentés egyházkerületi gyűlésről, A szegények keresztényi ápolása, cikksorozat Wetzer és Welte után); egyházi beszédei a Talabér János és Füssy Tamás által szerkesztett Kath. Lelki-Pásztorban (II. III. évf. Pest, 1867. fordítások Mehler, Weigel, Nowolka, Järsch, Ammer és Kienk után).